# Kostel svatého Jana Křtitele (Janovičky)

Kostel svatého Jana Křtitele byl římskokatolický filiální kostel v osadě Janovičky, části obce Heřmánkovice. Na místě jsou patrné zbytky kostela, okolí je zalesněno. Pozemek patří církvi.

## Historie kostela
Základní kámen ke stavbě položil v září 1672 opat Tomáš Sartorius, který v něm také konal první bohoslužbu. Dřevo pro stavbu bylo použito z v té době přestavovaného kostela v Heřmánkovicích. Zároveň byl posvěcen i okolní hřbitov, kde byl jako první pochován v září 1673 rychtář Valentin Knittel. Kostnice na východní straně hřbitova byla zbořena v 19. století a ostatky byly přeneseny na hřbitov v Heřmánkovicích. Dřevěný presbytář byl ke kostelu přistavěn v roce 1676. Kostel stál v nadmořské výšce 644 metrů, po Hvězdě šlo o druhou nejvýše položenou budovu na Broumovsku, a stavba byla značně vystavena povětrnostním vlivům. V letech 1724-1725 dal opat Otmar Daniel Zinke provést opravu dřevěné lodi a nechal vybudovat zděný presbytář se sakristií. Na památku byla ve východním průčelí při závěru presbytáře mezi opětné pilíře zasazena kamenná deska s nápisem O.A.B. 1725. Kostel byl znovu vysvěcen opatem Zinkem 24. června 1726. Duchovním správcem kostela byl farář z Šonova a pak od roku 1784 lokalista z Heřmánkovic, neboť opat Stephan Rautenstrauch tam zřídil lokálii.

## Architektura kostela
Orientovaný filiální kostel na strmém vrchu nad obcí měl sakristii a čtvercový presbytář z lomového kamene a obdélnou dřevěnou loď s nízkým ochozem podél budovy. Střecha byla šindelová. Nad presbytářem byl sanktusník zakončený cibulovou vížkou krytou plechem. Kostel měl tři vchody - pravoúhlý v trámovém ostění na západní straně lodi, na severní straně vchod do presbytáře v hladkém kamenném ostění a na jižní straně vchod do lodi přes předsíň v prostém kamenném ostění. Loď byla prosvětlena třemi páry oken, v presbytáři byl jeden pár oken, v empoře nad sakristií byla tři oválná okénka a v sakristii jedno okno obdélné. Presbytář měl rozměr 8 x 8 metrů a byl sklenutý českou plackou, k němu přistavěná sakristie o rozměrech 3,8 x 3 metry měla valenou klenbu s výsečí nad každou stranou. Nad klenbou sakristie byla empora na polokruhovém půdorysu s hustě vedle sebe zasazenými oblázky kryjícími stěny, klenbu i podlahu. Prostor empory byl upravený jako podobenství pouště, kde sv. Jan Křtitel káže pod palmami svých posluchačům. Loď měla rozměry 15,2 x 10 metrů, její prkenný rovný strop byl nižší než presbytář a po třech stranách byly empory, které podpíralo osm dřevěných vyřezávaných sloupků. Na empory byl přístup přes dvouramenné schodiště uvnitř kostela. Trojramenná kruchta v západní části lodi byla nesena vyřezávanými sloupky.

## Okolí kostela
Areál kostela byl obklopen hřbitovem ohrazeným kamennou hradbou se segmentově zaklenutou bránou.

## Opravy kostela
Kostel byl opravován v letech 1817 a 1846. V roce 1858 byly kolem sakristie přistavěny čtyři opěrné pilíře a truhlářský mistr Bittner nechal na ochranu před špatným počasím zhotovit dřevěný krytý ochoz podél lodi. Pozlacení věže bylo obnoveno v roce 1884.

## Zánik kostela
V roce 1929 byla dřevěná část kostela v poměrně dobrém stavu, ale zdivo presbytáře bylo porušeno několika trhlinami skrz celé zdi. Absence údržby po druhé světové válce vedla k devastaci kostela. 25. srpna 1960 požádal Místní národní výbor v Heřmánkovicích dopisem adresovaným Ministerstvu školství a kultury o odstranění kostela s tím, že kostel je v dezolátním stavu. "Demolice kostela byla projednána v radě a zasedání MNV v Heřmánkovicích, kde poslanci MNV s demolicí stoprocentně souhlasili. Mínění většiny obyvatelstva je kostel zbourat, pouze jedinci se vyjádřili pro opravu. V uvedené osadě má národní podnik Karosa Vysoké Mýto rekreační středisko. Závodní výbor Revolučního odborového hnutí podniku se vyjádřil pro zbourání kostela, neboť v takovémto stavu dělá ostudu." Při místním šetření v listopadu 1960 bylo zjištěno, že materiál dřevěné části je shnilý a konstrukční prvky se bortí. V protokolu se zmiňuje trhlina ve zdi presbytáře uváděná již v roce 1929, která patrně byla stabilizována a nerozšiřovala se. Zástupce Krajského střediska památkové péče a ochrany přírody v Pardubicích během místního šetření doporučil provést opravu střechy, vnějších omítek a oken. Následné písemné vyjádření Krajského střediska památkové péče a ochrany přírody v Pardubicích bylo však patrně s přihlédnutím k politickým aspektům koncipováno odlišně, neprosazovalo zachování a obnovu kulturní památky, nýbrž s odkazem na vyjádření církevního odboru Krajského národního výboru v Hradci Králové v podstatě vyslovilo souhlas s odstraněním kostela. Toto vyjádření spolu s obdobným vyjádřením odboru školství a kultury Okresního národního výboru v Náchodě sloužilo jako obligatorní podklad v řízení vedeném Ministerstvem školství a kultury, které bylo ukončeno dne 15.6.1961 rozhodnutím o upuštění od památkové ochrany kostela a stanovilo podmínky jeho demolice. Nepodařilo se prosadit ani minimální alternativu zbourání dřevěné lodi a ponechání zděného presbytáře, proti čemuž bylo argumentováno nedostatkem finančních prostředků na údržbu i tím, že vzrůstem vysázeného lesního porostu by výhledově stejně došlo k zániku dominantního postavení kostela v krajině. Místní národní výbor v Heřmánkovicích v dopise z roku 1961 informoval Ministerstvo kultury, že nemá peníze ani na dokumentaci ani na demolici kostela. V prosinci 1964 odbor výstavby Okresního národního výboru v Náchodě vydal "z hlediska veřejného zájmu" na kostel demoliční výměr s podmínkou, že bude provedena ještě do konce roku 1964.

## Bohoslužby
Při červnovém svátku patrona kostela sv. Jana Křtitele byl každý rok sloužena velká mše opaty broumovského kláštera a kostel byl hojně navštěvován věřícími i ze sousedního Pruska. Ve 30. letech 20. století byly v kostele slouženy každé nedělní odpoledne mše, které byly navštěvovány i věřícími ze sousedního Německa.